# Miramax Books
Miramax Books foi uma editora da Walt Disney Company.
Em novembro de 1998, foi criada a Miramax / Talk Media Books, uma divisão da Talk Media da Miramax, iniciando-se com a nomeação de seu presidente Jonathan Burnham e editor-chefe. A Miramax Books foi dissolvida nesta nova unidade. Burnham começaria em 7 de dezembro. A Miramax / Talk publicaria de 10 a 15 livros por ano, ficção e não-ficção, a partir de 2000.
Tina Brown, presidente da Talk Media recrutou uma série de autores de alto perfil, o historiador britânico Martin Amis e Simon Schama para a impressão. O prefeito Rudolph W. Giuliani recebeu US $ 3 milhões adiantados por sua autobiografia antes do 11 de setembro. Em abril de 2002, a Talk Miramax Books publicou 30 livros, cinco dos quais fizeram listas nacionais de best-sellers. A unidade gerou US $ 10 milhões em receita em 2001 e foi rentável.